# Samsonite
Samsonite International SA és una  multinacional nord-americana fabricant d'equipatge per a minoristes, amb productes que van des de grans maletes fins a articles de tocador, petites bosses i maletins. Va ser fundada a Denver, Colorado el 1910 per Jesse Shwayder. Shwayder era conegut com a Samsó, i va començar a utilitzar la marca comercial Samsonit  el 1941. La companyia va canviar el seu nom pel de Samsonite el 1966. El Domicili social de la companyia es troba a Luxemburg i que cotitza a la Borsa de Hong Kong.